# レッドブル
レッドブル（Red Bull）は、1987年にオーストリアで誕生したレッドブル社が販売しているエナジードリンクである。レッドブルは、1年間で75億缶が販売されており（2019年時点）、世界のエナジードリンクの中で最も高い市場シェアを誇っている。

## 概要
オーストリアの起業家ディートリッヒ・マテシッツは、チャリアオ・ユーウィッタヤーがタイで初めて紹介・販売した「Krating Daeng」という既存のエナジードリンクに触発された。彼はこのアイデアを受け継ぎ、欧米人の嗜好に合うように成分を改良し、チャリアオと提携して1987年にタイのチャッカポンにレッドブル社を設立した。タイ語でダエン（デーン）とは赤を意味し、クラティン（英語ではガーやインドバイソンとして知られている）は南アジア原産の大型の野生種の牛である。ユーウィッタヤーの相続人は両方のブランドの過半数の株式を所有しており、同じレッドブルと黄色い太陽のロゴを使用しながら、タイと西欧のそれぞれの市場で別々の飲み物を販売し続けている。
レッドブルは、背の高いスリムなブルーシルバーの缶に入って販売されている。当初は、通常のフレーバーと無糖タイプのみで販売されていたが、2013年からは人工的なフルーツフレーバーの「カラーエディション」が追加された。レッドブル社のスローガンは「レッドブルは翼を与える」、時折「No Red Bull, no wings」（レッドブルがなければ翼はないの意）である。レッドブルは、伝統的なマスマーケティングのアプローチを踏襲するのではなく、レッドブル・クリフダイビング・ワールドシリーズ、レッドブル・エアレース、レッドブル・クラッシュドアイス、ストラトススペースダイビングプロジェクトのような目立ったスタントなど、独自のエクストリームスポーツイベントシリーズを通じて認知度を高め、「ブランド神話」 を作り上げてきた。
レッドブルのマーケティングには、複数のスポーツチームのオーナーシップ（フォーミュラ1チームのレッドブル・レーシングとレーシングブルズ・フォーミュラワン・チーム、サッカークラブのRBライプツィヒ、レッドブル・ザルツブルク、FCリーフェリング、レッドブル・ブラガンチーノ、ニューヨーク・レッドブルズ、RB大宮アルディージャ）、セレブリティのエンドースメント、レコードレーベルのレッドブル・レコードを通じた音楽なども含まれている。

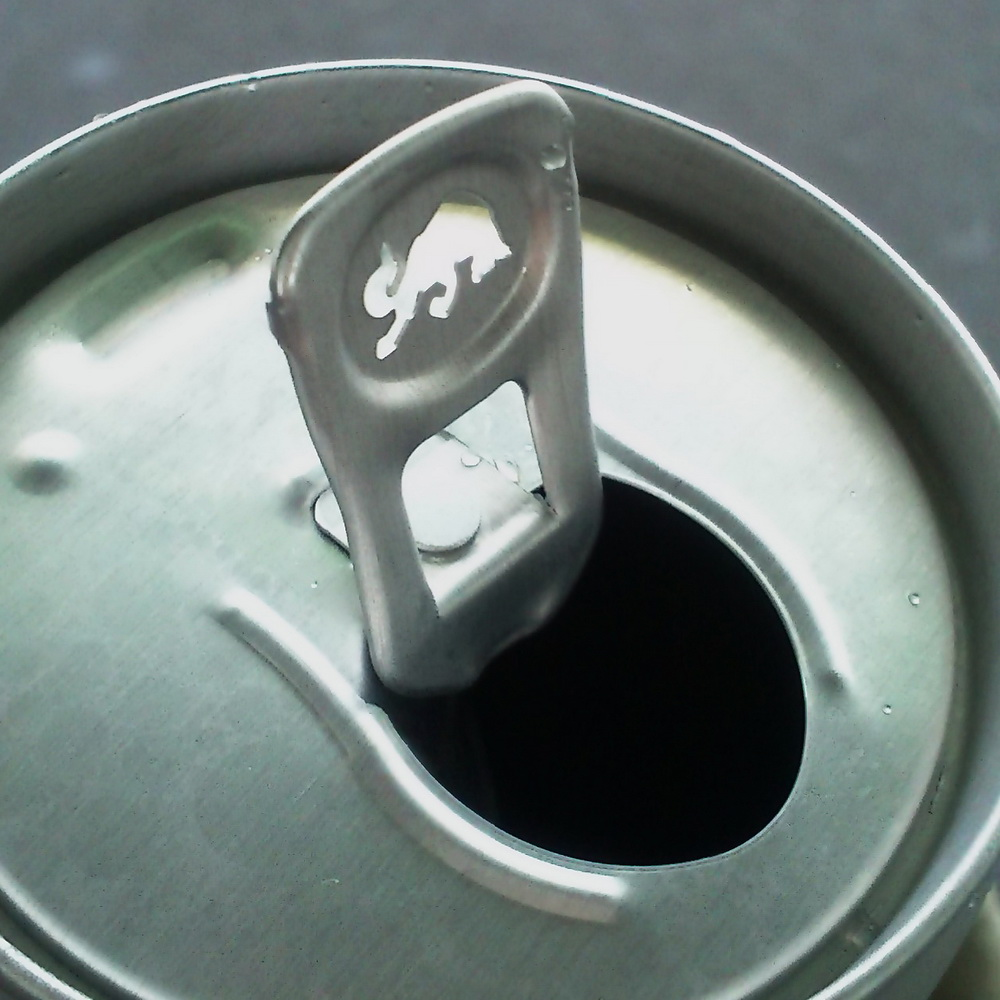
レッドブルのEOEには雄牛がデザインされている

エナジードリンクは、アルコールと一緒に摂取すると中毒状態の影響を隠してしまうなどの健康リスクがあり、過剰摂取や反復摂取は心臓疾患や精神疾患を引き起こす可能性があるとされてきた。しかし、欧州食品安全機関（EFSA）は、レッドブルやその他の一般的なエナジードリンクの適度な消費は安全であり、標準的なレッドブル缶に含まれるカフェインの量は、エナジードリンクの他の代表的な成分やアルコールと悪影響を及ぼす可能性は低いと結論付けている。エナジードリンクにはカフェインと砂糖が与える効果があるが、他の多種多様な成分が影響を与えているという明確な証拠はない。

## 歴史
1978年に設立されたTCファーマシューティカル・インダストリーにより、「Krating Daeng（グラティン・デーン）」（タイ語で、「赤いガウル」という意味。ガウルはウシ亜科の動物。）の名前でタイで開発された。その経営者であるチャリアオ・ユーウィッタヤーは、元々TCマイシンという会社を設立し、痛み止めの製造・販売を行なっていた。
当初、タイではOsotspaが代理で販売を行なっていたリポビタンD（大正製薬）が、ほぼタイでの市場を独占していた。そこでTCファーマシューティカルはターゲットを低所得者層に絞り、積極的な売り込みを行なった。しかし、独自開発したM150やリポビタンDを擁するオソサッパー社を上回ることは出来ず、マーケットシェアは10%強に留まっている。
1984年にオーストリア人のディートリヒ・マテシッツが国際的な販売権を獲得。独自の配合で数年をかけて改良を行い、Red Bull「レッドブル」の名称で販売を始めた。マテシッツは、ビジネスで日本に来た際に、日本を中心とするアジア諸国で栄養ドリンクが大きな市場を形成している事を知り、欧米でも同種のビジネスが成り立つのではないかと考え、調査を進めている内にKrating Daeng（クラティン・デーン）に出会ったという。また、商品開発に当たっては、特に日本のリポビタンDから大きな影響を受けているとインタビューで語っており、その成分が参考にされた。
日本では現地法人のレッドブル・ジャパン株式会社（東京都港区白金台に所在）が販売及び輸入を担当。2005年12月、初めてクラブやバーに登場し、その後の2006年4月より、関東・関西地区のセブン-イレブンでの販売を皮切りにファミリーマート（2006年6月 - ）や一部のエクソンモービル（現・ENEOS）のガソリンスタンドでも販売されたほか、その後はコンビニなどでも販売する。2013年5月からはキリンビバレッジ株式会社と販売ライセンスに関する契約を締結し、「レッドブル・エナジードリンク」と「レッドブル・シュガーフリー」の各185 ml缶を同社が管轄する自動販売機で販売を開始した。なお、日本で売られているレッドブルは各個原産国が異なっており、オーストリアの他にスイスなどの原産国が見受けられる。
2021年2月1日より日本では価格改定を実施。あわせて185ml缶が在庫限りで終売となる。
その後、2022年1月18日には473mlが登場した。

## キャッチコピー
レッドブルエナジードリンクはヨーロッパ地域は元より、北アメリカ地域や、オセアニア、アフリカ、そして、アジアにも進出した。アメリカ・イギリス、日本などでは「レッドブル、翼を授ける。 (Red Bull Gives You Wings) 」のキャッチコピーが使われている。
当然ではあるが、レッドブルを飲んでも翼は生えてこないため、このキャッチコピーは虚偽広告だとして、2010年代にアメリカとカナダの消費者が集団訴訟を起こし、レッドブル社が和解金を支払った事例がある。

## 成分
レッドブルにはカフェインが含まれている。レッドブルを含めた主な飲料のカフェイン含有量は以下の通り。
- レッドブル (250 ml缶) 1本 80 mg (32 mg/100 ml)[27]
- コーヒー1杯 40 – 180 mg
- お茶1杯 50 – 80 mg
- コーラ系1缶 30 – 50 mg
- 栄養ドリンク系1瓶 30 – 80 mg

### 健康問題
カフェインの摂取量範囲に従って飲用するよう公式サイトに記載されている。
一般的な成人は400mgのカフェイン（250ml缶5本）、妊婦の方や授乳中の女性は200mgまで。

## 製品一覧
以下はレッドブルの製品一覧であるが、オーストリアのレッドブルとタイのKrating Daengとは会社も中身も全く異なっている。

### 日本
- レッドブル 185ml     翼をさずける
- レッドブル 250ml    ココロ、カラダ、みなぎる。
- レッドブル 330ml（ボトル缶） あける。しめる。あける。しめる。
- レッドブル 355ml     ビッグな翼でエネルギッシュに羽ばたこう
- レッドブル 473ml[29] さらにビッグな翼、新登場。
- レッドブル シュガーフリー 185ml     カロリーオフ、エナジーチャージ。
- レッドブル シュガーフリー 250ml    無糖の翼、さずかっちゃう？
- レッドブル シュガーフリー 355ml    ビッグな無糖の翼、新登場！
- レッドブル ブルー・エディション 185ml ブルーベリーフレーバー 2014年6月10日発売。
- レッドブル ブルー・エディション 185ml ぶどうフレーバー 2015年9月22日発売。
- レッドブル スプリング・エディション 185ml さくらフレーバー　春に羽ばたく翼。2016年2月16日発売。
- レッドブル サマー/イエロー・エディション 185ml / 250ml - トロピカルフルーツフレーバー　ココロ、輝く翼。　ひと味違う翼、授かっちゃう？ 2015年7月7日発売。定番化。
- レッドブル ホワイト・エディション Fresh Breeze 185ml / 250ml - ホワイトピーチフレーバー　フレッシュに弾ける翼。2020年3月3日 185ml発売。2020年12月1日 250ml発売。定番化。
- レッドブル サマー・エディション Sunny Beam 185ml - 洋梨＆パッションフルーツフレーバー　夏を輝かせる翼。2020年6月16日発売。
- レッドブル グリーン・エディション Refreshing Splash 250ml - ライムフレーバー　ビッグサイズを、心躍る価格で。2021年2月2日発売。2024年7月2日サマーエディションとして再販売。
- レッドブル パープル・エディション  Mystic Magic 250ml - 巨峰フレーバー　魅惑的な、魔法の翼。　甘酸っぱさ弾けるエナジー。　2021年6月8日発売。2022年3月29日自動販売機限定で再販売。2023年3月7日定番化。
- レッドブル レッド・エディション Wild Passion 250ml - スイカフレーバー　みなぎる、情熱の翼。2021年10月26日発売。
- レッドブル オレンジ・エディション Sunrise Spark 250ml - 伊予柑フレーバー　陽気さ広がる、光の翼。2022年2月1日発売。
- レッドブル ルビー・エディション Vivid Flash 250ml - マンゴスチンフレーバー　多彩に映る、煌めきの翼。2022年4月26日発売。
- レッドブル ブルー・エディション Ocean Blast 250ml - ライチフレーバー　ココロ波打つ、ライチ味。　2022年7月19日発売。
- レッドブル レッド・エディション Groovy Fuzz 250ml -  ストロベリー＆アプリコットフレーバー　 鳴り響く、鼓動の翼。2022年9月27日発売。
- レッドブル サマー・エディション 250ml - マンゴーパイナップルフレーバー　まぶしい夏へ駆け出せ。2023年6月6日発売。
- レッドブル ウインター・エディション 250ml - マスカットフレーバー　華やかに広がる、芳醇な味わい。2023年10月3日発売。
- レッドブル スプリング・エディション 250ml - トロピカルピンクグレープフルーツフレーバー　さわやかな甘み弾ける、ピンクグレープフルーツ味。2024年3月19日発売。

### 海外

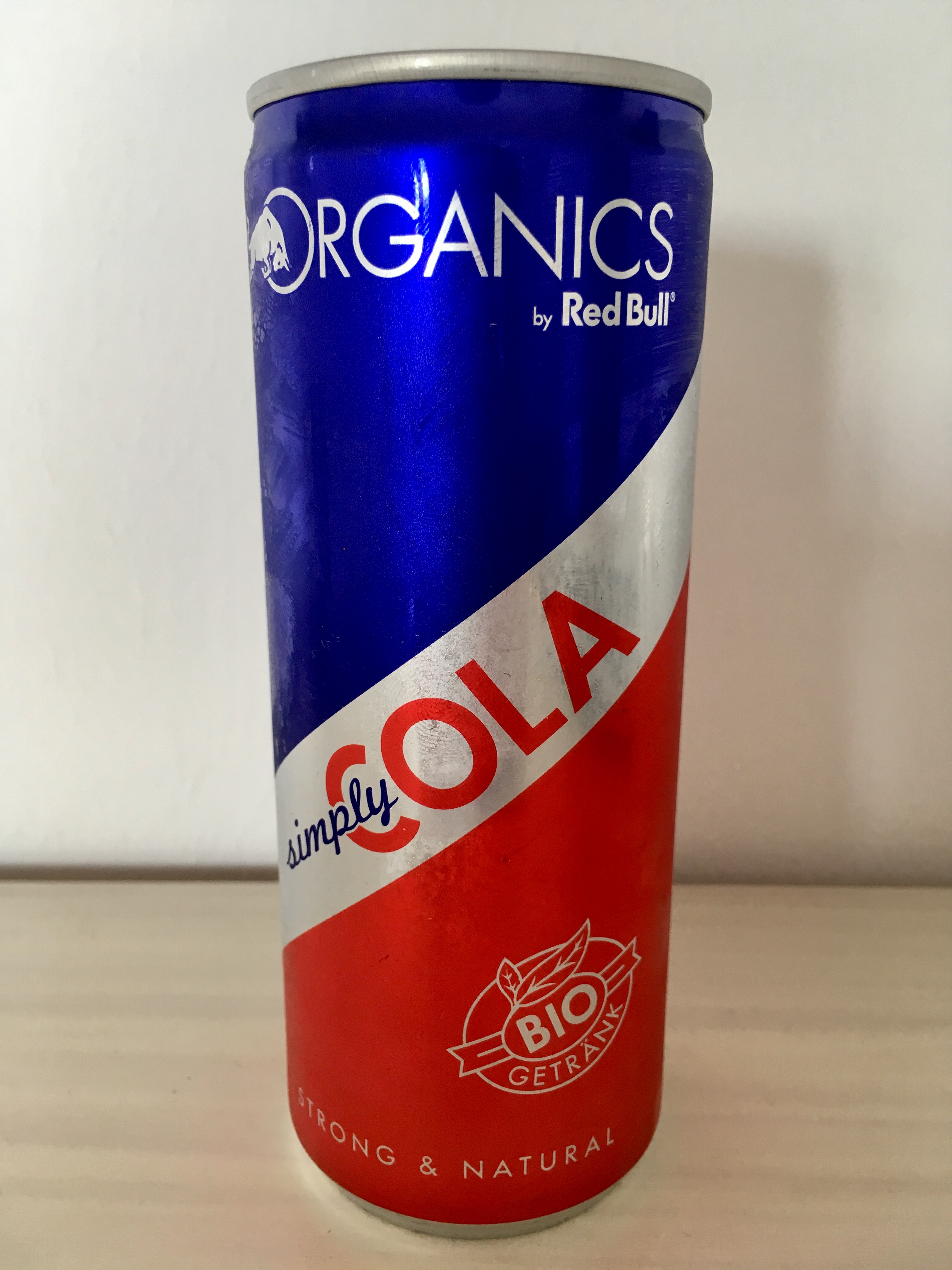
レッドブル・コーラ

- レッドブル
- レッドブル・シュガーフリー
- レッドブル・コーラ
- レッドブル・トータルゼロ
- レッドブル・ザ・レッドエディション
- レッドブル・ザ・ブルーエディション
- レッドブル・ザ・シルバーエディション
- レッドブル・ザ・グリーンエディション
- レッドブル・ザ・サマーエディション
- レッドブル・ザ・ウインターエディション
- レッドブル・ザ・ホワイトエディション
- レッドブル・ザ・オレンジエディション

### タイ産のグラティン・デーン
- ゴールデンブル
- エキストラ

## 宣伝活動

### スポーツスポンサー

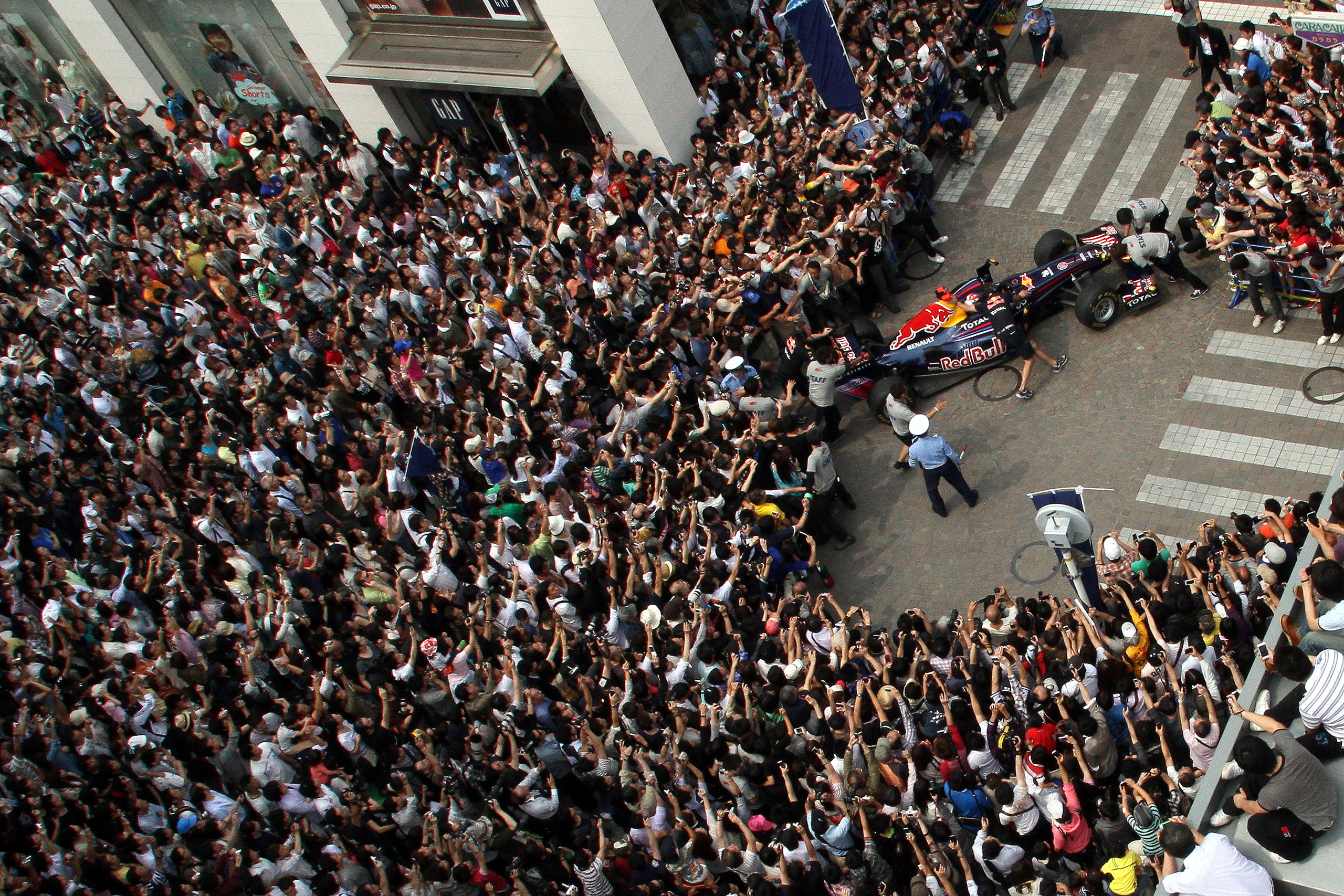
2011年に横浜市元町商店街で行われたデモ走行。ドライバーはトロ・ロッソのセバスチャン・ブエミ

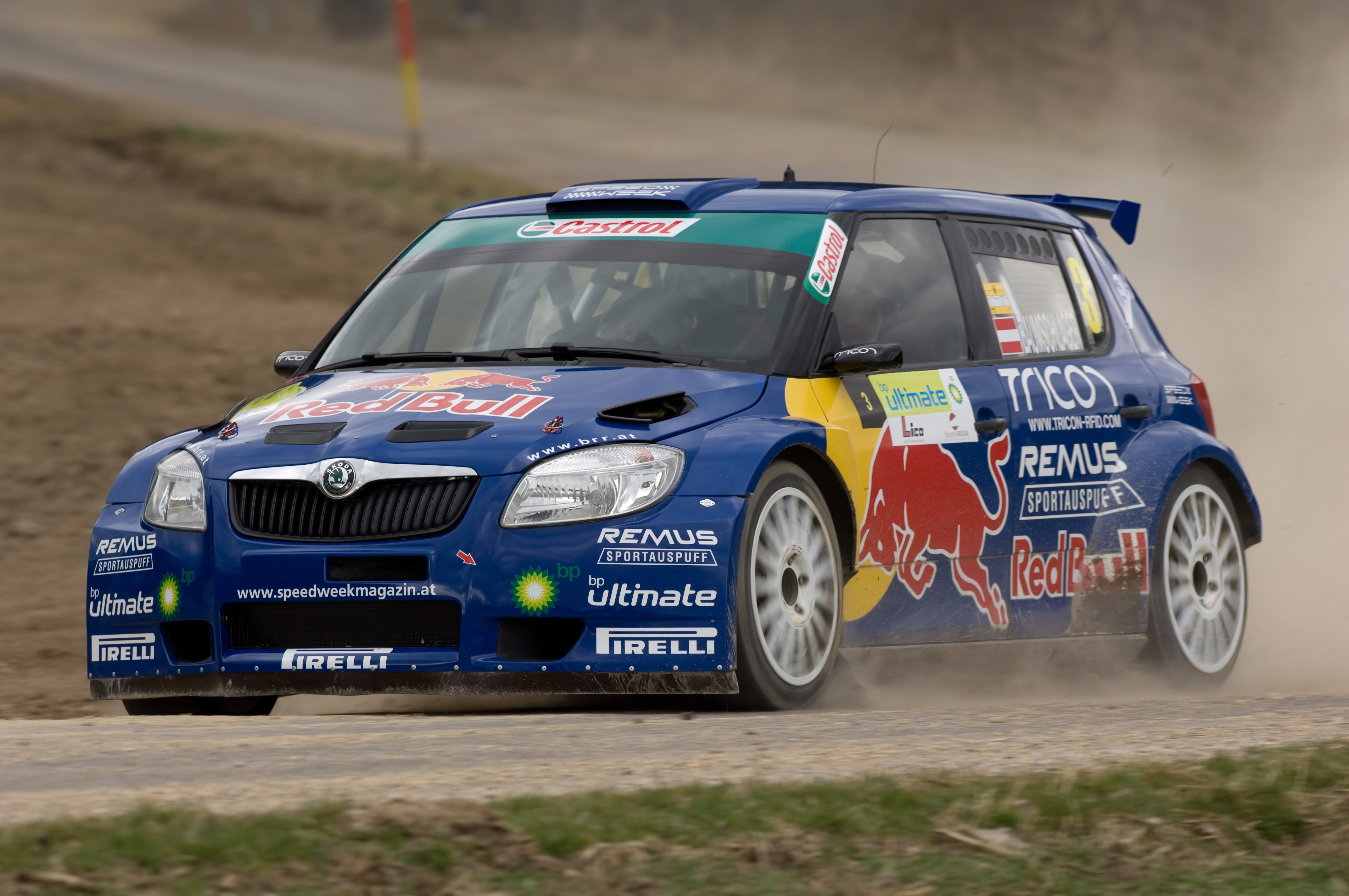
レッドブル・シュコダ（2009年）

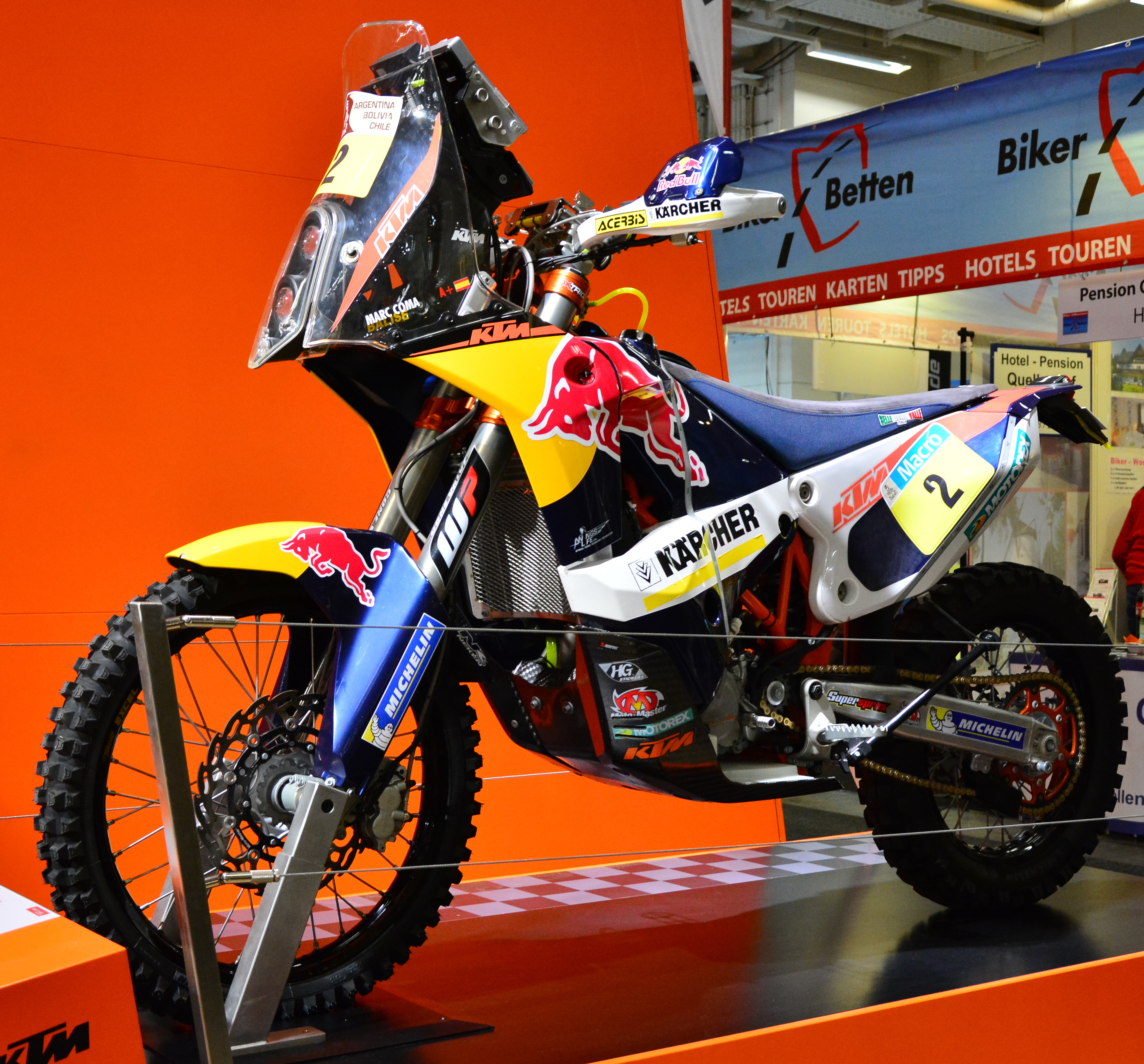
レッドブル・KTM（2015年）

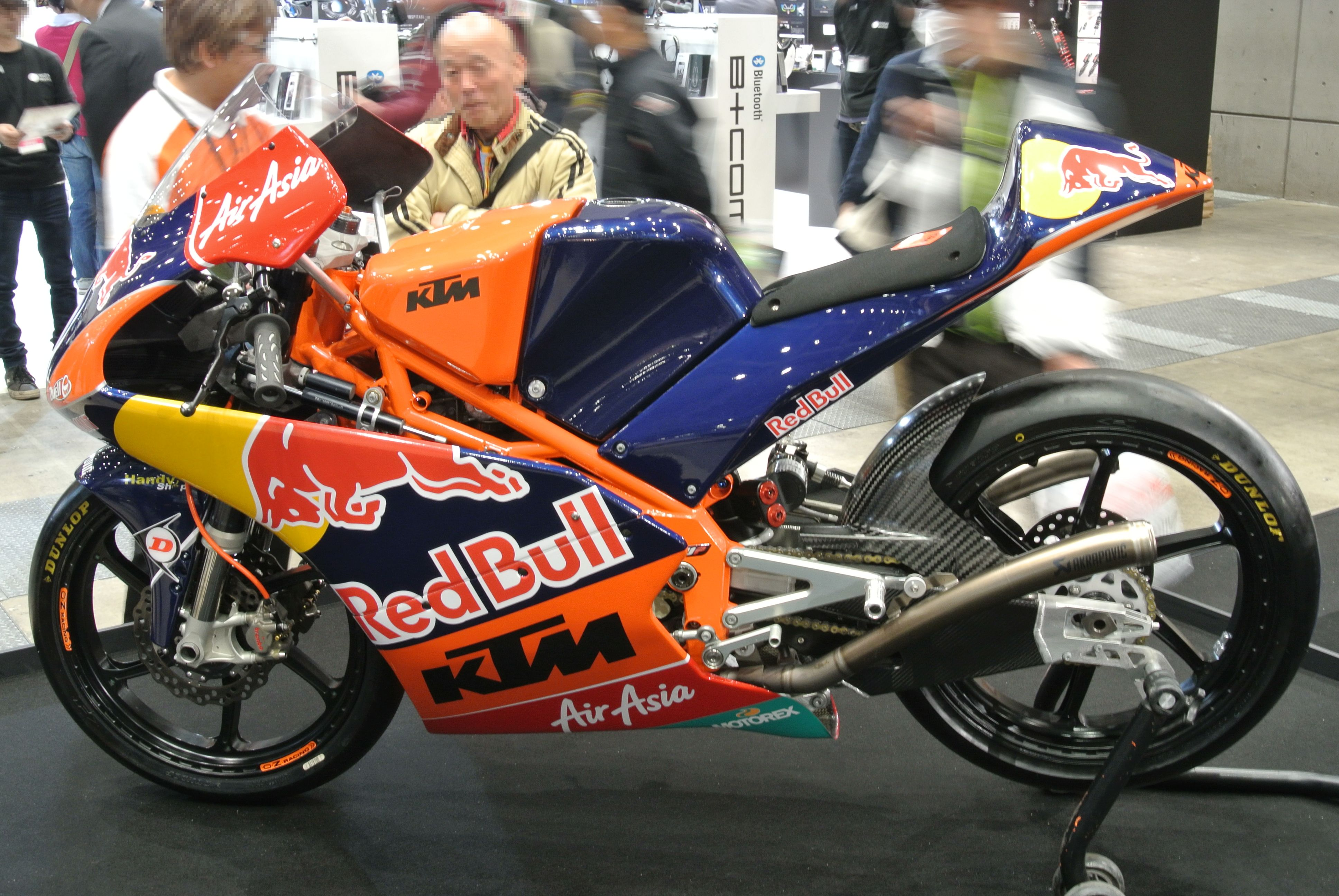
KTM・RC250GP（2015年）

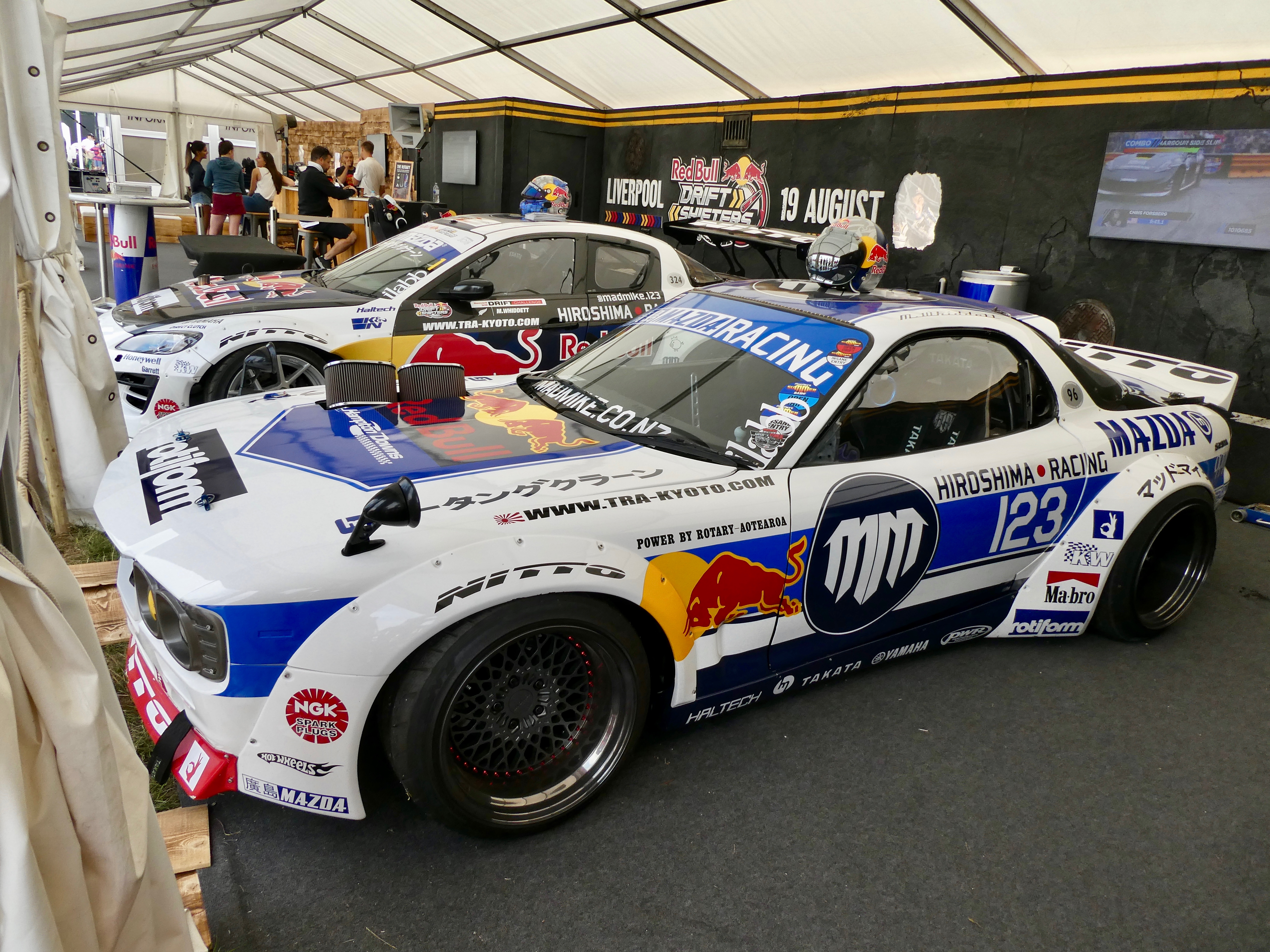
レッドブル・ドリフト・シフターズにて

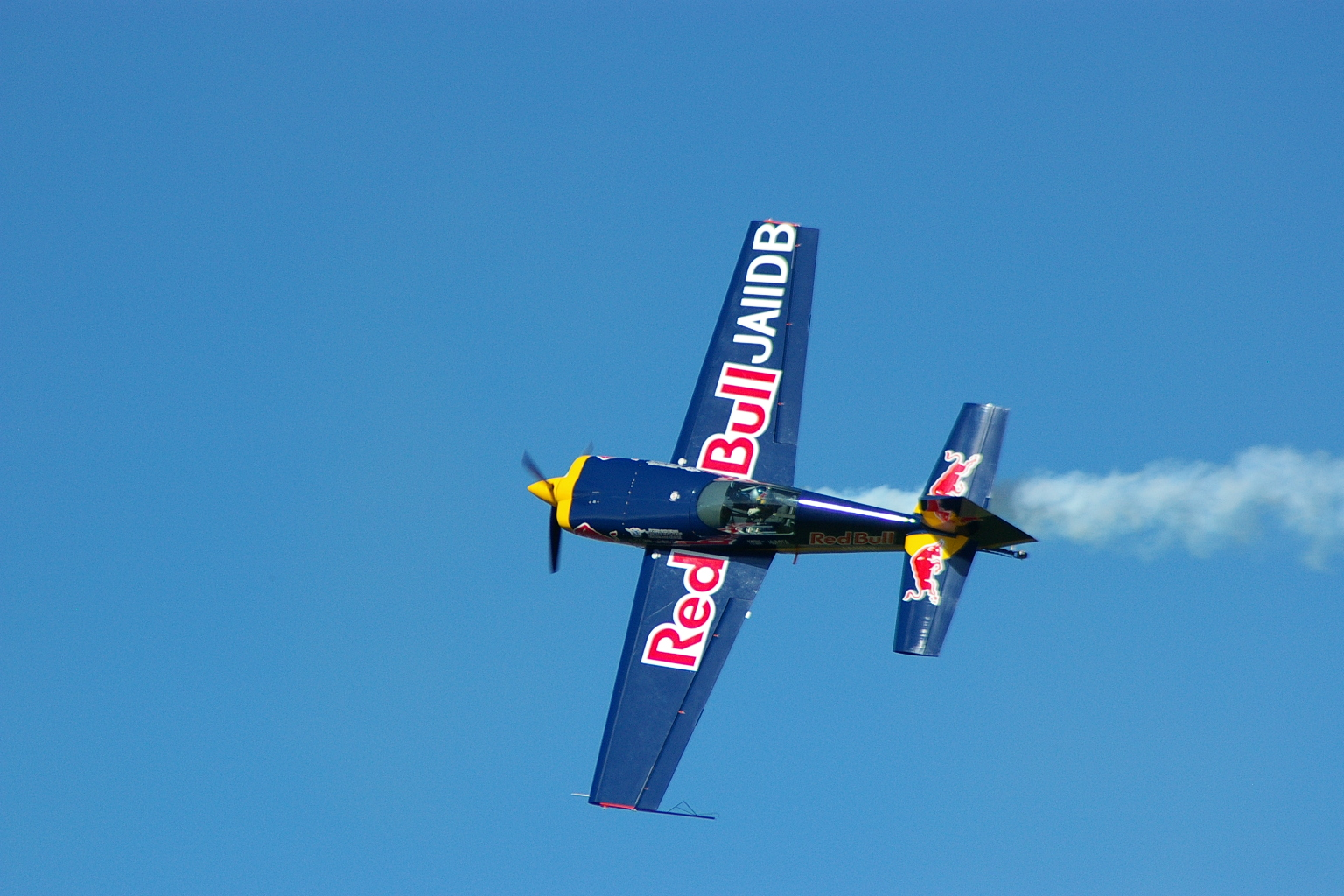
レッドブルカラーのエクストラ300S

レッドブルはスポーツを通じて積極的な宣伝活動を行っている。2009年には162分野の500人近いスポーツ選手を支援した。エクストリームスポーツやeスポーツのイベントへのスポンサー活動を精力的に行なっており、若年層の支持が非常に大きい。
オーナーのマテシッツはモータースポーツの愛好家であり、F1やBMX、motoGP、ダカール・ラリー、NASCARなどにも広く関わっている。また飛行機コレクターとしても知られており、多数のレストア機のデモ飛行やエアレースのスポンサードを行っている。

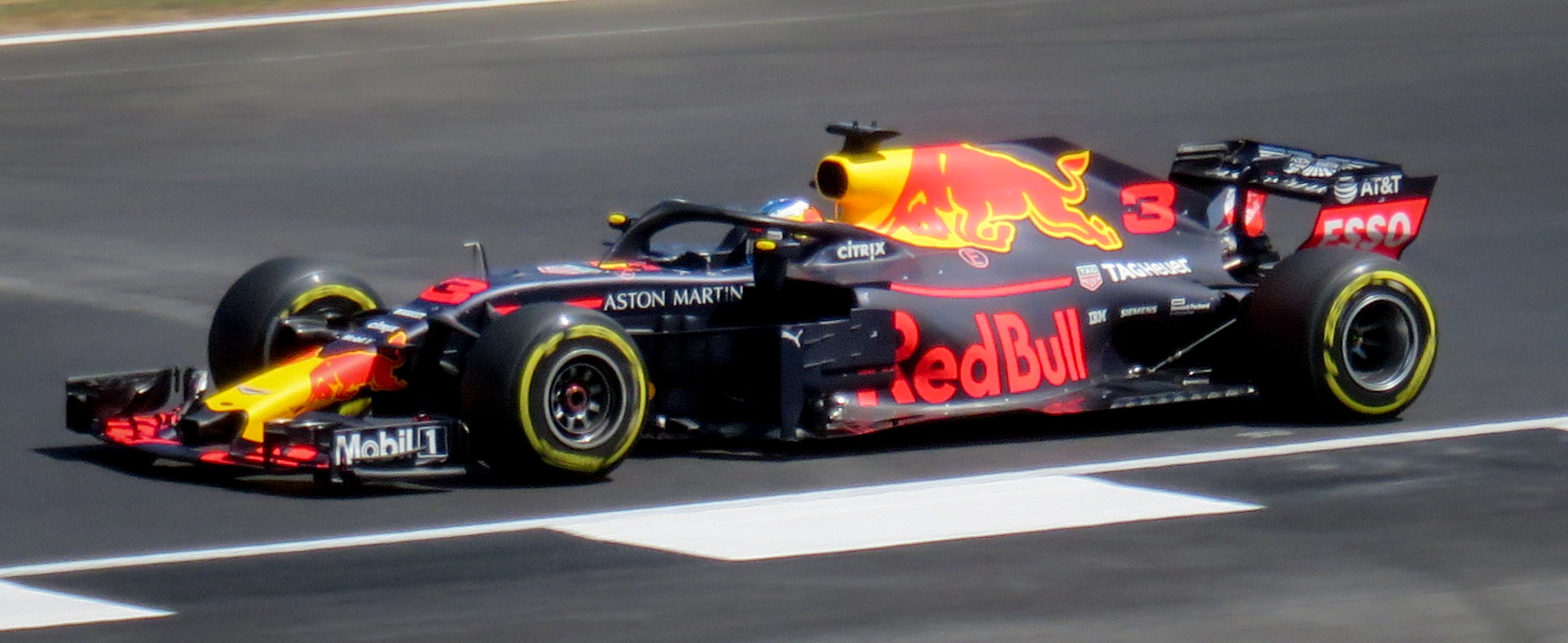
レッドブルF1（2018年）

モータースポーツ
F1
1995年から2004年まではザウバー、2001年から2002年まではアロウズのスポンサーを務めていたが、2004年にはF1撤退を表明したジャガーチームを買収し、2005年からレッドブル・レーシングとして参戦し、選手権4連覇の実績を残した。また、同年のシーズン終了後にミナルディチームも買収し、翌2006年からレッドブルのセカンドチームスクーデリア・トロ・ロッソとして活動を開始し、2020年にスクーデリア・アルファタウリ、2024年にRB・フォーミュラワン・チームと改称されている。
これらのF1チームのドライバーは育成プログラム「レッドブル・ジュニアチーム」から選ばれている。
レッドブルチームにはレース本隊とは別にプロモーション部隊があり、旧型のF1マシンをショーカーに仕立てて、世界各地でデモ走行を行っている。
また、A1リンク (旧：エステルライヒリンク) を買収し、レッドブル・リンクとして所有している。
WRC
マニュファクチャラー2チームとしてレッドブル・シュコダがヨーロッパで開催される10戦に参戦した。2008年ラリー・アルゼンチンからはWRC4年連続ドライバーズチャンピオンであるセバスチャン・ローブを擁するチーム・シトロエン・トタルのスポンサーとなった。ローブが引退し、セバスチャン・オジェが台頭して以降、現在までWRCのトップドライバーの多くは、レッドブルアスリートである。
ダカール・ラリー
00年代から四輪部門のフォルクスワーゲン（2011年までで撤退）、二輪部門のKTM、トラック部門のカマズ（2022年までで休止）など各部門で最も優秀な成績を収め続けているチームにスポンサーとして就いている。近年は軽量プロトタイプとSSV部門で、『レッドブル・オフロード・ジュニアチーム』として参戦して参戦している。
ラリークロス
2010年代にレッドブル・グローバル・ラリークロスを北米で開催した。
オートバイレース
同じオーストリアのオートバイメーカーであるKTMのワークス・チームのメインスポンサーをつとめており、motoGPをはじめとするロードレース、モトクロス世界選手権やAMAスーパークロスといったモトクロス、トライアル、そしてダカール・ラリーをはじめとするラリーレイドで活躍している。
エンデューロとトライアルが融合し、現在世界選手権も開催されている「ハードエンデューロ」の成立過程では、レッドブルが開催していたレッドブル・ルーマニアクスやレッドブル・レッドブル・エルズベルグロデオといったレッドブル主催のイベントが大きく貢献している。
また、フリースタイルモトクロスのシリーズ戦であるRed Bull X-Fightersも開催している。
競技ドリフト
フォーミュラ・ドリフトではRed Bull Drifting World Championshipのスポンサーであるほか、同競技でリース・ミレンの駆るマシン (ソルスティス及びジェネシスクーペ) もレッドブルのカラーリングが施されている。他にもニュージーランドで開催されているD1NZシリーズ (※D1グランプリ (全日本プロドリフト選手権)とは関係ない) に参戦しているマッド・マイクをスポンサードしており、同選手が使用する車両もレッドブルのカラーリングが施されている。
自転車競技
サイクルロードレースとシクロクロスを兼任するワウト・ファンアールトなどの個人スポンサーを務める。レッドブルが個人スポンサーについている選手はチームメイトとは異なるレッドブルデザインのヘルメットを着けている。
2024年のツール・ド・フランスよりプロサイクルロードレースのトップカテゴリーに所属するボーラ・ハンスグローエを運営する企業の経営権の過半数を買い取り、チーム名をレッドブル・ボーラ・ハンスグローエに改称した。

航空関係
エアレース
2003年からはレッドブル・エアレース・ワールドシリーズを開催。(2019年で終了)
フリーフォール
2012年10月に行われた、有人気球による最高高度記録・人類初の超音速フリーフォールなどを目標とする「レッドブル・ストラトス」プロジェクトを支援。フェリックス・バウムガルトナーが目標とする4記録のうち3記録を達成するなど概ね成功を収めた。
サッカー
レッドブル・ザルツブルク (オーストリア・ブンデスリーガ) やRBライプツィヒ (ドイツ・ブンデスリーガ)、レッドブル・ニューヨーク (アメリカ・メジャーリーグサッカー) 等のサッカークラブを始め、数多くのスポーツチームを所有している。また、チーム所有者ではないがセレッソ大阪 (日本・Jリーグ) のトップパートナーにも名を連ねていた。2024年9月にはNTT東日本からサッカーチーム「大宮アルディージャ」と「アルディージャVENTUS」の運営会社の全株式（100%）を取得し、スポーツチーム経営では初めてとなる日本進出。
ヨットレース
アメリカスカップの若手版として、2013年 (第34回) より行われる「Youth America's Cup」の冠スポンサーを務める。
エクストリームスポーツ大会
アドベンチャーレース大会のレッドブル X-Alps、アイスクロス大会のレッドブル・クラッシュドアイス、フリーランニングの大会「Red Bull Art of Motion」、スキーのジャンプ台を麓から山頂へと逆に駆け上がる「RedBull400」などを主催。

### サンプリングカー
レッドブルではPR用に改造されたBMW・ミニを使用している (初代ベース・2代目ベース・3代目ベースともに存在)。ただし、車体後部に搭載される缶の上部が地上から2,000 mmを超えるため、ベース車が5ナンバーである初代・2代目でも枠を超えて3ナンバー登録となっている。
最大の特徴は後部を大幅に改造して設置された巨大な「レッドブル缶」であるが、これはオブジェで、その下部には製品約400 - 480本を冷やしたまま収納・移動できる冷蔵庫が設置されている。
日本では、「レッドブルガールズ」と呼ばれる女性が2人1組となって日本国内の各様都市やスキー場および各イベント会場にてサンプリング配布を行っている。車両のナンバープレートは全て「・283」となっている。これは、キャッチコピーの「レッドブル、翼を授ける。」の翼 (つばさ) と283をひっかけているためである。車両費用は改造費を含めて600万円 (推定)。

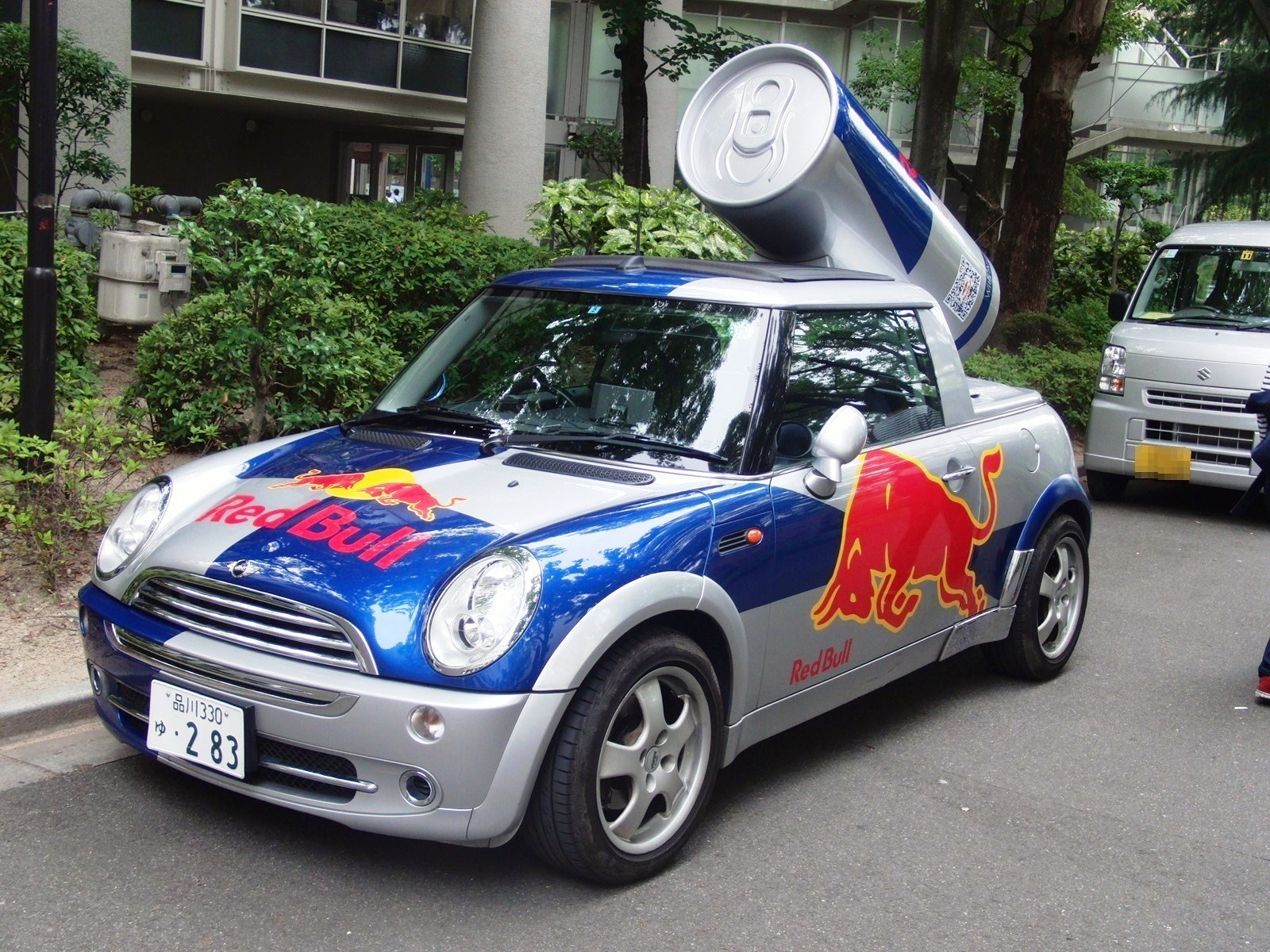
レッドブルミニ （R50ベース）
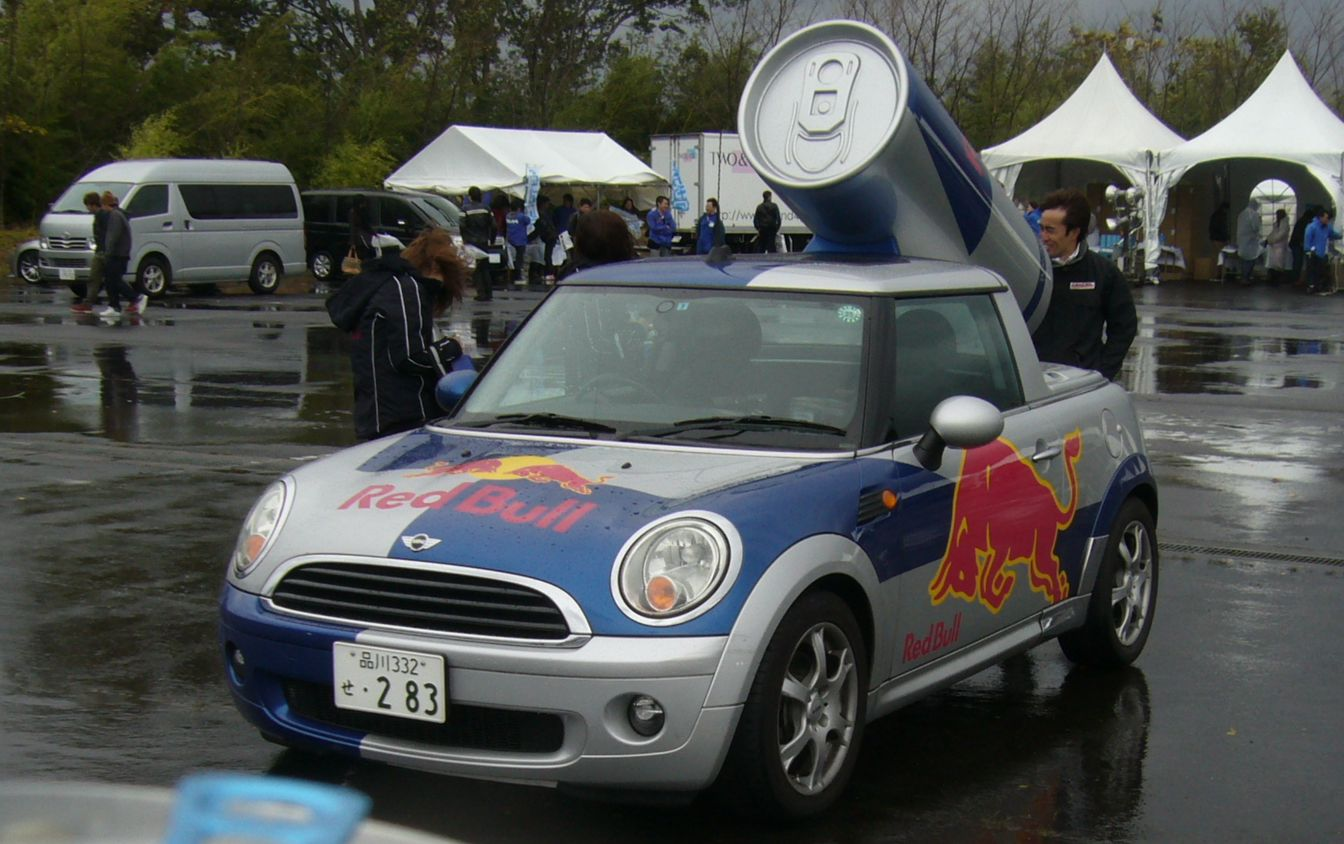
レッドブルミニ （R56ベース）
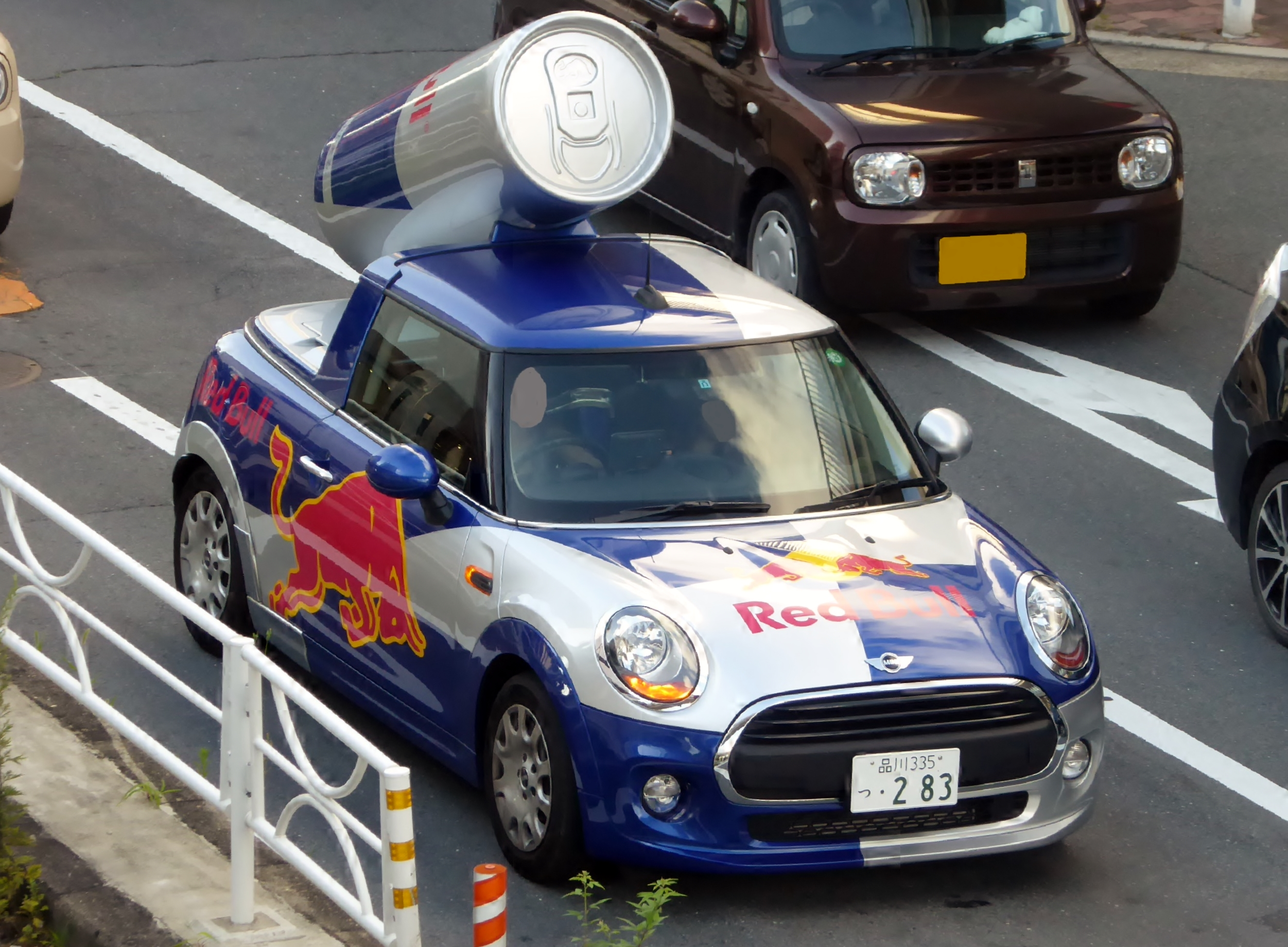
レッドブルミニ （F56ベース）

### イベントカー
サンプリングカーとは別に、大型四輪駆動車を改造したイベントカーがある。ランドローバー・ディフェンダーベースの車両と、トヨタ・メガクルーザーベースの車両がある。いずれも音響機器を搭載し、イベント会場などで音楽を流すことができる。
ミニ同様、これらの車両のナンバープレートはすべて「・283」となっている。